# 내리초등학교 (전남)
내리초등학교는 대한민국 전라남도 무안군 운남면 내리 618에 있었던 초등학교이다.

## 연혁
- 1971.09.07 설립인가
- 1972.03.10 운남국민학교 내리분교장 개교
- 1973.03.01 벽지학교로 지정
- 1976.09.24 내리국민학교로 승격
- 1977.03.10 내리국민학교 개교
- 1996.03.01 내리초등학교로 개칭
- 1997.03.01 운남초등학교에 통·폐합